# Кересть (остановочный пункт)
Ке́ресть — остановочный пункт Санкт-Петербургского отделения Октябрьской железной дороги на линии Новолисино — Новгород. Расположен на западной окраине посёлка Кересть в Новгородском районе Новгородской области.

## История
Строительство железной дороги между Павловском и Великим Новгородом началось весной 1916 года в рамках проекта линии из Петрограда в Смоленск. На строительство дороги привлекали военнопленных из немецкой и австро-венгерской армий, финансировалось оно в том числе из бюджета Франции. После Октябрьской революции строительство было прекращено, несмотря на высоуий уровень готовности. Возобновлены работы были после окончания Гражданской войны, линия введена в строй в 1926 году. Остановочный пункт был открыт на действующей линии в 1929 году и назван по протекающей рядом реке.
На 1981 год на платформе осуществлялась продажа билетов на пригородные поезда.
В 1990-х годах в связи с появлением вдоль линии крупных садоводческих массивов и увеличением пассажиропотока было принято решение о электрификации линии Новолисино — Новгород-на-Волхове, но выполнена она не была — опоры были установлены только от Новолисино до Радофинниково, закончилась установка через несколько сотен метров после южной горловины станции.
До 23 октября 2012 г. включительно на остановочном пункте останавливались все проходящие через него пригородные поезда. В связи с капитальным ремонтом пути на участке Рогавка — Вяжище — Предузловая-Павловская  движение пригородных поездов сообщением Новгород-на-Волхове — Новолисино, Павловск, Санкт-Петербург-Витебский — Новгород-на-Волхове отменено на участке Рогавка — Новгород-на-Волхове с 24 октября 2012 г. по 25 апреля 2013 г. После ремонта пути движение пригородных поездов было возобновлено. С 7 ноября 2013 г. до 25 апреля 2014 г. движение вновь закрыто в связи с реконструкцией участка Радофинниково—Рогавка. Движение поездов из Санкт-Петербурга и Новолисина осуществляется только до станции Радофинниково.(уточнить источник)

## Описание
Остановочный пункт Кересть расположен в одноимённом посёлке Новгородского района Новгородской области и находится на линии Павловск — Великий Новгород Октябрьской железной дороги. Через остановочный пункт проходит один путь, присутствует одна низкая платформа.